# Ari Michael Taub
Ari Michael Taub (ur. 19 stycznia 1971) – kanadyjski zapaśnik. Olimpijczyk z Pekinu 2008, gdzie zajął szesnaste miejsce w kategorii 120 kg w stylu klasycznym.
Pięciokrotny uczestnik mistrzostw świata, siedemnasty w 1991. Brązowy medal na igrzyskach panamerykańskich w 2007. Trzy razy na podium mistrzostw panamerykańskich, srebro w 1992. Mistrz Wspólnoty Narodów w 2007 roku.
W 1993 roku stwierdzono u niego ostrogi kostne i zwężenie kanału kręgowego szyi po czym przerwał karierę sportową i rozpoczął naukę w szkole prawniczej. W 2000 roku zdiagnozowano u niego zespół chronicznego zmęczenia. Po badaniach okazało się, że kłopoty z kręgosłupem ustąpiły, więc powrócił do sportu.